# Antoine és Désiré
Az Antoine és Désiré Cseh Tamás második, 1978-ban megjelent nagylemeze, szerzőtársa (dalszövegek) itt is Bereményi Géza. A lemeznek nincs olyan határozott dramaturgiai kerete, mint a Levél nővéremnek esetében, a dalok a két főhős és azok történetei révén mégis szorosan összekapcsolódnak.
Mi sajátos életformát éltünk, és volt egy véleményünk magunkról. Ez az egész lemez, és ez az egész Antoine és Désiré mondakör annak az életformának a vázlata. Két bohócról íródott, nekünk pedig közünk volt a bohócsághoz. Nem is tűntünk társadalmi lénynek, sokkal inkább természeti lénynek, mint a bohócok. Ez a lemez bohóctréfák sorozata, s az egyik ilyen tréfa, hogy a szél fújja Antoine-t és Désirét. Ez egy nyitány, a történet, a lemez nyitánya, amiben azért ott lappang a félelem, hogy csak orra ne bukjunk.

## Az album dalai
1. Antoine, Désiré és a szél
2. Désiré és az eső
3. Désiré apja
4. Antoine és Désiré történelemkönyve
5. Désiré és a múlt
6. Egy bogár
7. Désiré Beája
8. Az ócska cipő
9. Amikor Désiré megérkezett Budapestre
10. Háromnegyed 1 van
11. Désiré bottal üti a saját nyomát
12. Demonstráció
13. Amikor Désiré munkásszálláson lakott
14. A 74-es év[3]
15. Tangó
16. Antoine nagy kísérlete
17. Désiré megnémul

## Közreműködők
- Ének, gitár: Cseh Tamás
- További közreműködik: Kecskeméti Gábor, Lukácsházi Győző, Mártha István, Novák János, Román Péter, Szakály Ágnes
- Zenei rendező: Péterdi Péter
- Design: Vető János